# Girimulya (Cibeber)
Girimulya is een bestuurslaag in het regentschap Cianjur van de provincie West-Java, Indonesië. Girimulya telt 4161 inwoners (volkstelling 2010).